# Hastial holandés

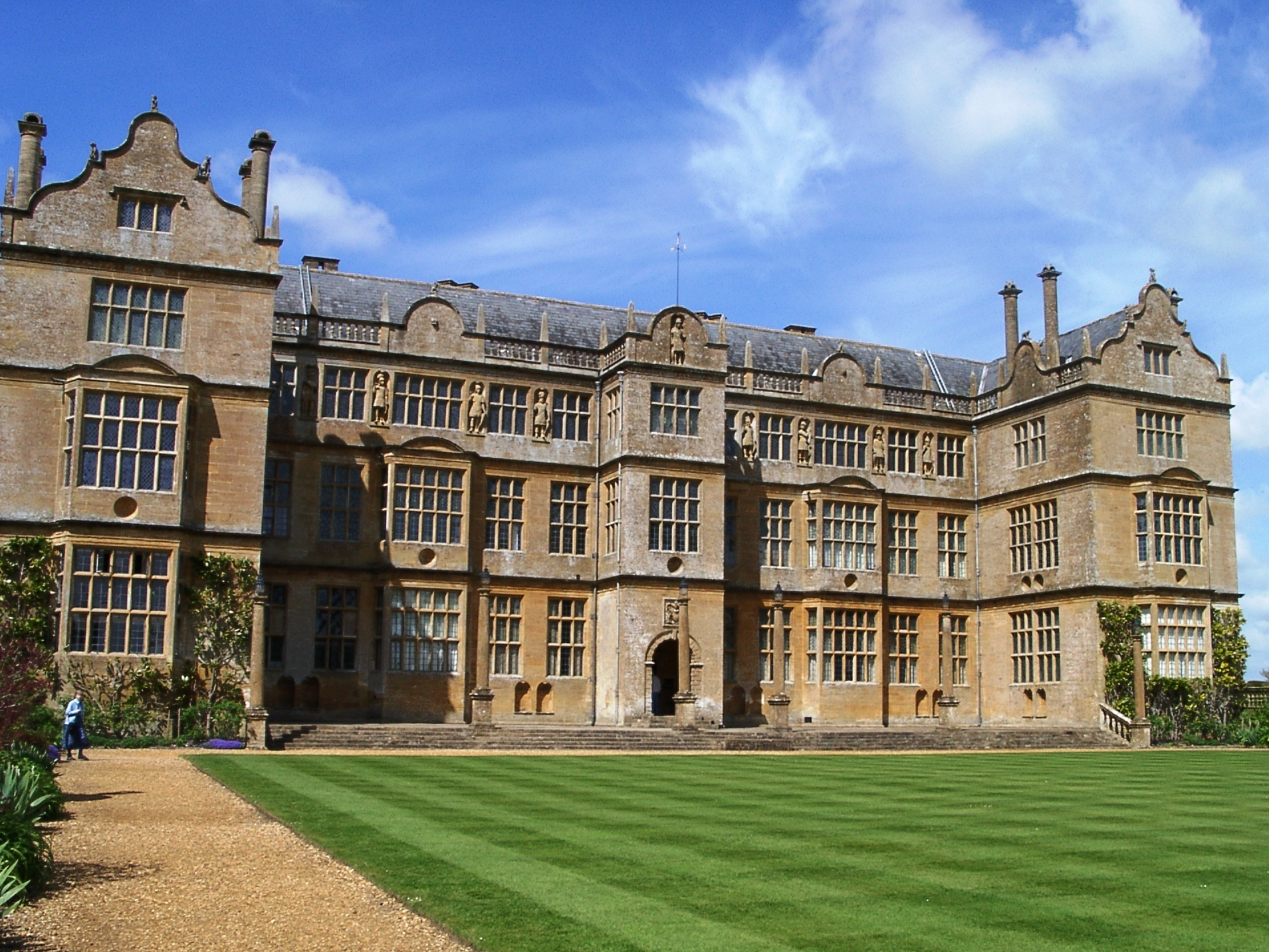
Frontones holandeses de diversa complejidad decoran la fachada del jardín de la Casa Montacute, construida hacia 1598

Un hastial holandés (o frontal flamenco) es un remate triangular situado en la parte superior de la fachada de un edificio, cuyos lados poseen una o más curvas ornamentales. El hastial puede ser un elemento accesorio con una función exclusivamente decorativa, dando continuidad a la fachada por encima de una cubierta plana; o puede servir de apoyo a las vertientes de un tejado. La imagen de la Casa Montacute (derecha), muestra ambos tipos: verdaderos hastiales en las dos alas laterales, y un hastial decorativo en el balcón situado en el centro. La anterior es la definición estricta, pero el término a veces se usa de manera más vaga y puede confundirse con un hastial escalonado. El término también debe ser distinguido del tejado de gabletes holandés.

## Ejemplos

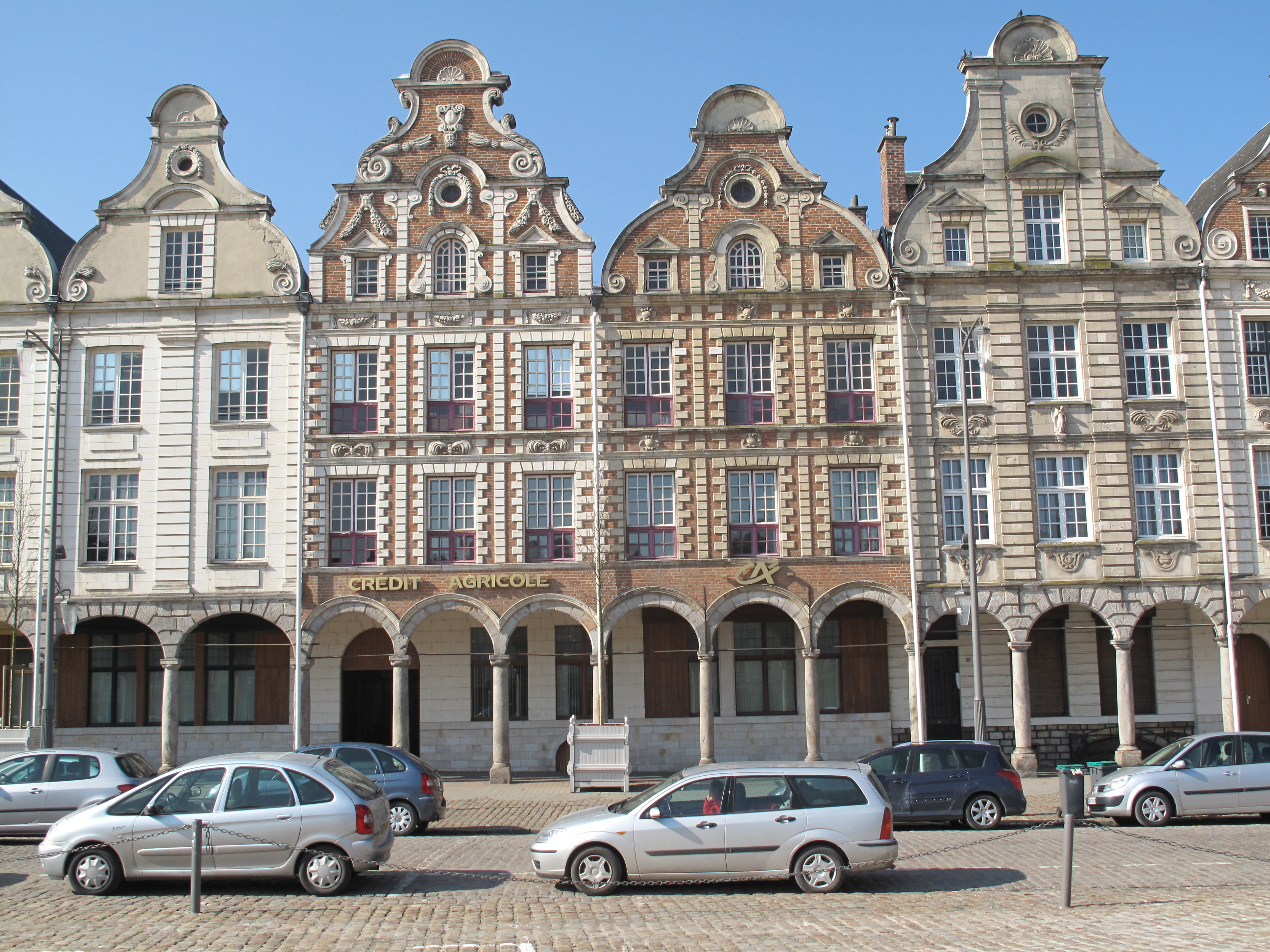
Fachada típica en Arrás (Paso de Calais), norte de Francia

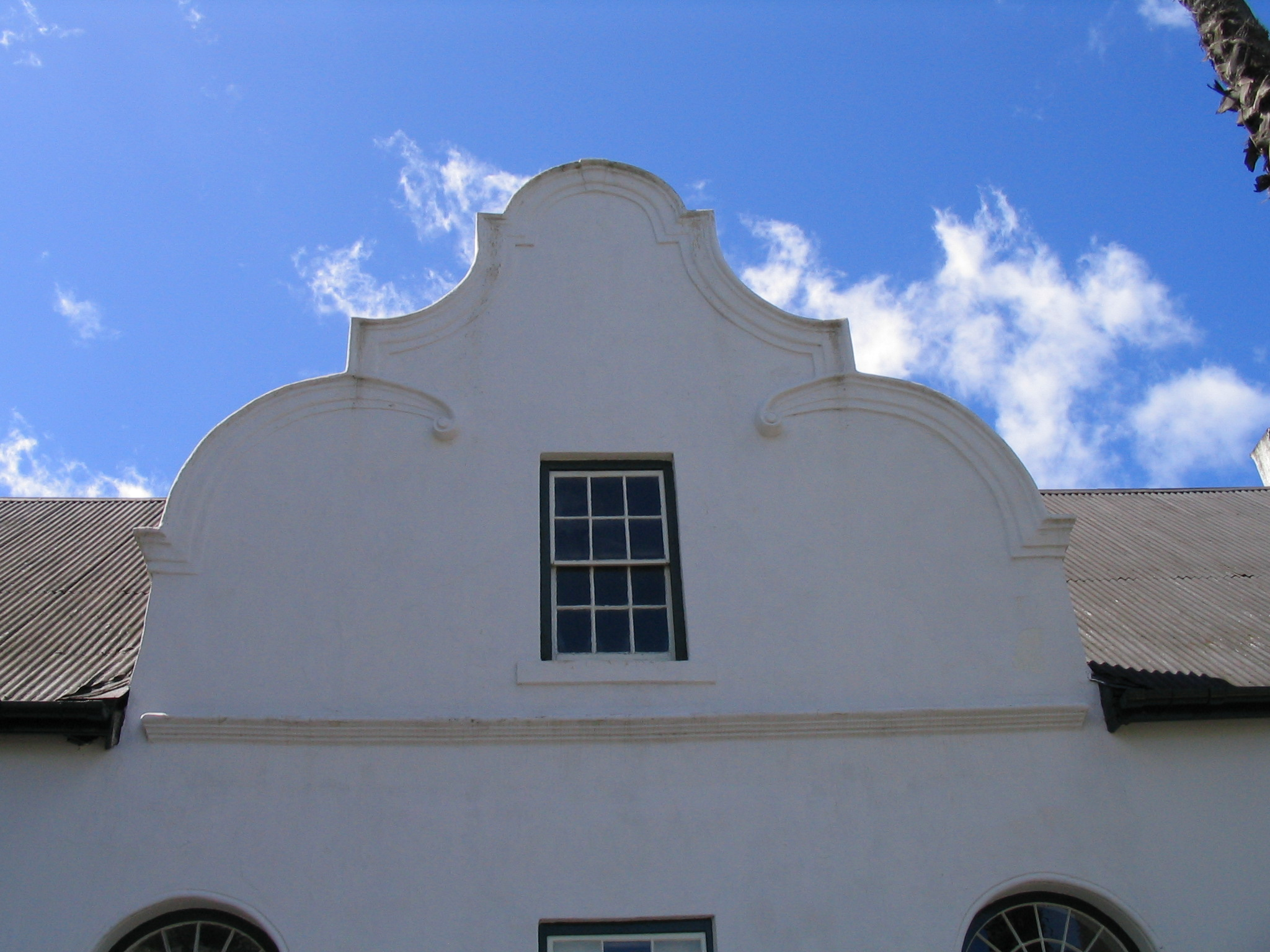
Frontal holandés en una casa de Stellenbosch, Sudáfrica

Fue un elemento notable de la arquitectura del Renacimiento, que se extendió al norte de Europa desde los Países Bajos, llegando a Gran Bretaña durante la última parte del siglo XVI. Posteriormente, los frontones holandeses con curvas fluidas serían asimilados en la arquitectura del Barroco.
Se pueden encontrar ejemplos de edificios con este tipo de fachadas en ciudades históricas de toda Europa. En Potsdam, Alemania, 150 casas de ladrillo rojo con frontones holandeses empinados forman parte del barrio holandés de la ciudad, mientras que en Brujas, Bélgica, se puede encontrar una amplia gama de edificios similares. La cultura flamenca también tuvo un fuerte impacto arquitectónico en Arrás, en el norte de Francia. El estilo también se extendió más allá de Europa, por ejemplo, las islas Barbados son bien conocidas por los frontones holandeses en sus edificios históricos. Los colonos holandeses en Sudáfrica también trajeron consigo estilos de construcción de los Países Bajos que incluían el uso de prominentes hastiales. Adaptados en la región del Cabo Occidental, el estilo pasó a ser conocido como arquitectura holandesa de EL Cabo.
La construcción de frontones holandeses requiere un detalle cuidadoso, especialmente para impermeabilizar la unión del techo con la cara interior del muro a dos aguas con una junta estanca.